# Melanolophia delinquaria
Melanolophia delinquaria là một loài bướm đêm trong họ Geometridae.